# Roberto Palazuelos
Roberto Palazuelos Badeaux (născut 31 ianuarie 1967 (58 de ani)

 în Acapulco, Guerrero), cunoscut sub numele de Roberto Palazuelos, este un actor mexican foarte cunoscut pentru telenovelele sale.

## Biografie
Roberto Palazuelos, poreclit „Cărbunele” pentru pielea de culoare închisă și ochii albaștri, s-a măscut dintr-un tată mexican și o mamă franțuzoaică.